# HD 17656
HD 17656，又名BD+46 648，SAO 38397、HR 842，是一颗恒星，视星等为5.88，位于銀經143.38，銀緯-11.2，其B1900.0坐标为赤經2h 44m 59.8s，赤緯+46° -11.2′ 46″。